# Woolpower

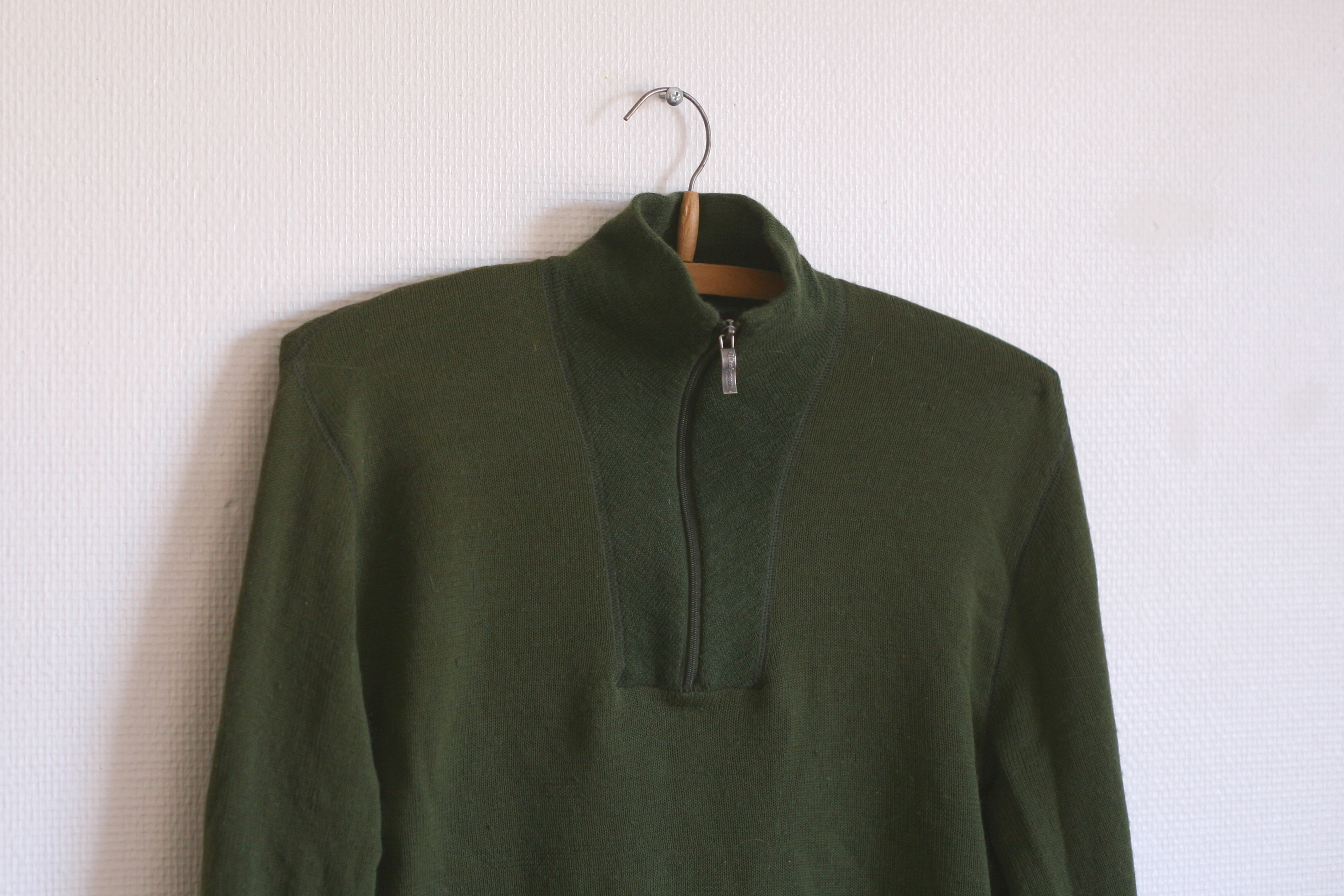
En av Woolpowers typiska underställströjor.

Woolpower (tidigare Ullfrotté) är en svensk tillverkare av kläder, bland annat förstärkningsplagg och underställ.
1969 grundades textiltillverkaren Vinetta AB (idag uppdelat i Woolpower och Triconor) av Kooperativa Förbundet i Östersund. Från början var huvudprodukten nylonstrumpbyxor. Bolaget kom sedan att tillsammans med Försvarsmakten att utveckla och tillverka produkter i ullfrotté (underställ och förstärkningsplagg) med produktionsstart 1972. Ullfrotté har mycket god värmeisolerande förmåga och används som isolering i vinterkläder.
Vinetta såldes 1987 till nederländska Altamon BV. Idag ägs Woolpower, som verksamheten heter sedan 2006, av Daniel och Adam Brånby.